# Prix Chevalley
Le prix Chevalley, ou plus précisément prix Claude Chevalley en théorie de Lie, fait partie des récompenses décernées par l'American Mathematical Society (AMS). Il est attribué pour des publications remarquables en théorie de Lie (en) durant les six années précédentes ; le récipiendaire doit aussi avoir passé son Ph. D. dans les 25 ans avant l'attribution.

## Description
Le prix Chevalley a été créé en 2014 par George Lusztig pour honorer Claude Chevalley (1909-1984). Chevalley était un membre fondateur du groupe Bourbaki. Il a apporté des contributions fondamentales à la théorie des corps de classe, à la géométrie algébrique et à la théorie des groupes. Son traité en trois volumes sur les groupes de Lie a servi de référence pendant de nombreuses décennies. 
Le prix est attribué les années paires. Le montant actuel du prix est de 8 000 dollars. Il est attribué sans condition  d'appartenance à la société, de citoyenneté ou de lieu de publication.

## Récipiendaires du prix Chevalley
- 2024 Victor Ostrik[2], « pour ses contributions fondamentales à la théorie des catégories tensorielles, qui ont déjà trouvé des applications profondes dans la théorie des représentations modulaires et la théorie de Lie. »
- 2022 : Xuhua He (de) « pour ses avancées substantielles dans au moins trois directions de la théorie de Lie : l'étude du cocentre des algèbres de Hecke des groupes p-adiques, l'étude des variétés affines de Deligne-Lusztig et la théorie des représentations modulaires des groupes semi-simples »[3].
- 2020 : Huanchen Bao (en) et Weiqiang Wang (en) « pour leurs contributions fondamentales à la théorie des paires quantiques symétriques ».
- 2018 : Dennis Gaitsgory, « pour ses travaux sur le programme de Langlands géométrique ».
- 2016 : Geordie Williamson, « pour ses travaux sur la théorie des représentations des algèbres de Lie et les groupes algébriques »[4]